# S.H.E演唱會列表
本條目為列舉臺灣女子演唱團體S.H.E的各種演唱會列表專頁，本專頁記錄了S.H.E各種中、大型演唱會、大型巡迴演唱，以及擔任其他藝人的演唱會嘉賓。

## 演唱會經歷
臺灣女子演唱團體S.H.E迄今共舉辦四次大型巡迴演唱會。S.H.E第一次舉辦演唱會是在2002年8月24日於臺灣台南市政府前廣場舉辦的《N-Age美麗新世界演唱會》，是自出道以來首次舉辦演唱會，同時也是場未售票性質演唱會。2004年9月初，首次舉辦大型巡迴演唱會《奇幻樂園世界巡迴演唱會》，亦是出道以來首次舉辦大型售票巡迴演唱會，該巡演由源活娛樂製作，首場在2004年9月4日於臺灣台北市立體育場展開，在2006年1月7日於馬來西亞雲頂雲星劇場作為末場結束，演出地點自亞洲至北美洲，共計有9場次。2006年7月，舉辦第二次大型巡迴演唱會《移動城堡世界巡迴演唱會》，該巡演由源活娛樂製作，首場在2006年7月8日於中國上海八萬人體育場展開，在2007年12月1日於馬來西亞吉隆坡默迪卡體育場作為末場結束，此次巡演自2006年巡迴至2007年底，共計有11場次，相隔一年半之後於2009年6月20日在澳門再加開一場「特別場」演唱會，共計有12場次。2007年6月3日於臺灣台北縣（今新北市）淡水漁人碼頭舉辦S.H.E《Play》慶功演唱會，這是場與《美麗新世界演唱會》相隔五年後第二次舉辦非售票性質免費的演唱會，同年7月28日於新加坡新加坡博覽中心舉辦S.H.E《Play》慶功 Fun Party的演唱活動，這是場類似於《Play慶功演唱會》的演唱活動。2008年10月19日於臺灣台北市國立臺灣師範大學校本部體育館舉辦Top Girl《我的電台 FM S.H.E》新歌演唱會。2009年10月，舉辦第三次大型巡迴演唱會《愛而為一世界巡迴演唱會》，該巡演由源活娛樂製作，首場在2009年10月16日、17日於香港紅磡體育館展開，在2010年9月17日於澳洲雪梨娛樂中心作為末場結束，演出地點自亞洲至大洋洲，共計有12場次。2013年6月，舉辦第四次大型巡迴演唱會《2gether 4ever世界巡迴演唱會》，該巡演則由必應創造製作，首場在2013年6月22日、23日於臺灣台北小巨蛋展開，在2013年10月26日於新加坡室內體育館作為末場結束，2014年該巡演再加開「安可場」，而「安可場」首場在2014年5月17日於中國深圳深圳灣體育中心春繭體育館展開，在2014年8月23日於中國廣州國際體育演藝中心作為末場結束，此次巡演自2013年巡迴至2014年，共計有22場次，總票房大約共超過6億6千萬元以上。2018年9月11日於臺灣台北市兩廳院藝文廣場舉辦S.H.E《17th音樂會》，這是場紀念S.H.E成軍出道17年週年免費音樂會。

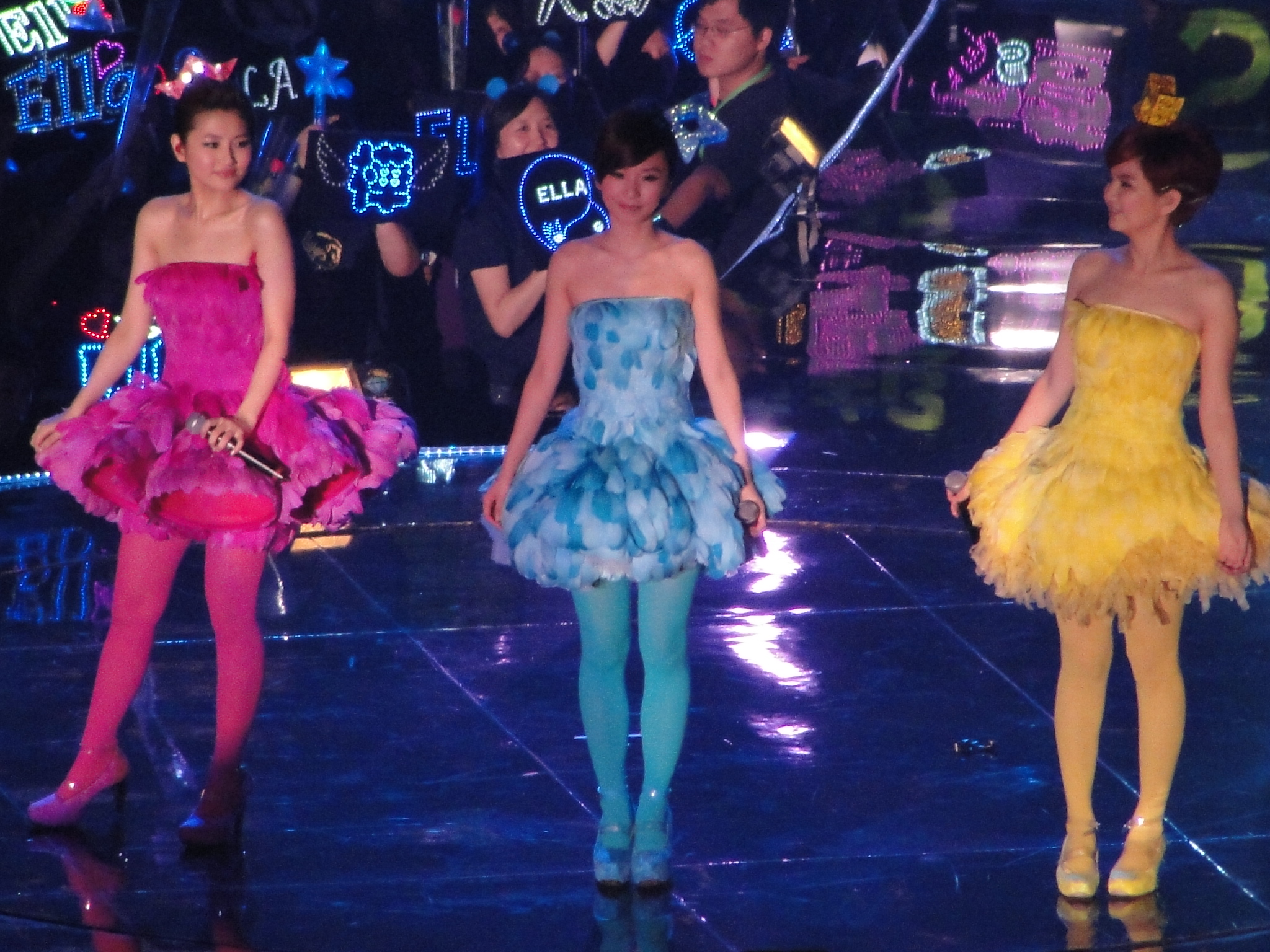
2010年《愛而為一世界巡迴演唱會》於臺北小巨蛋

## 大型巡迴演唱會
| 次數 | 演唱會名稱                  | 開始日期       | 結束日期      | 起始城市 | 結束城市 | 場數 |
| 一   | 奇幻樂園世界巡迴演唱會      | 2004年9月4日   | 2006年1月7日  | 台北     | 雲頂     | 9場  |
| 二   | 移動城堡世界巡迴演唱會      | 2006年7月8日   | 2009年6月20日 | 上海     | 澳門     | 12場 |
| 三   | 愛而為一世界巡迴演唱會      | 2009年10月16日 | 2010年9月17日 | 香港     | 雪梨     | 12場 |
| 四   | 2gether 4ever世界巡迴演唱會 | 2013年6月22日  | 2014年8月23日 | 台北     | 廣州     | 22場 |

## 其它大型演唱會
| 演唱會名稱                                 | 舉行日期       | 舉行地點                              | 表演嘉賓          | 附註 |
| N-age《美麗新世界》演唱會                  | 2002年8月24日  | 台灣 臺南市政府前廣場                 | 張智成            | 出道以來第一次舉辦演唱會，同時也是出道以來首次舉辦免費非售票演唱會。 演唱曲目 1. Beauty Up My Life 2. 給我多一點 3. Remember 4. Belief 5. 愛我的資格 6. 熱帶雨林 7. It's My Life / Ella獨唱（原唱：Bon Jovi） 8. Dreams / Hebe獨唱（原唱：王菲） 9. Di Da Di / Selina獨唱（原唱：李玟） 10. 完美 / 張智成 11. 沒有你 / 張智成 12. May I Love You / 張智成 13. Yes I Love You / feat.張智成 14. 無可取代 15. 你快樂我隨意 16. Watch Me Shine 17. 愛情的海洋 18. 愛呢 19. 美麗新世界 Encore： 1. 戀人未滿 2. 魔力 |
| S.H.E《Play》慶功演唱會                    | 2007年6月3日   | 台灣 台北縣（今新北市） 淡水漁人碼頭  |                   | 相隔5年第二次舉辦免費非售票演唱會。收錄於2007年8月17日發行的《Play》影音館。演唱曲目 1. BOOM 2. 五月天 3. 再別康橋 4. 倫敦大橋垮下來 5. 謝謝你的溫柔 6. 中國話 7. 聼袁惟仁彈吉他 8. 説你愛我 9. 好心情 Just Be Yourself 10. 藉口 11. 老婆 12. 魔力 |
| S.H.E《Play》慶功 FUN PARTY                | 2007年7月28日  | 新加坡 新加坡博覽中心                 |                   | |
| S.H.E 雅加達演唱會                         | 2008年8月1日   | 印尼雅加達 金沙國際大酒店             |                   | |
| Top Girl《我的電台 FM S.H.E》新歌演唱會    | 2008年10月19日 | 台灣 臺北市 國立臺灣師範大學體育館    | 張懸、周定緯      | 臺師大體育館首次出借場地給歌手於館內舉辦演唱會。演唱會片段收錄於《SHERO》專輯（前衛時尚版）BONUS DVD：FM S.H.E 臺北演唱會 LIVE 全紀錄精華。 演唱曲目 1. 宇宙小姐 2. 我愛煩惱 3. 我是火星人 4. 612星球 5. 寶貝 (With張懸) 6. 觸電 (With張懸) 7. 女孩當自强 8. 月光手札 9. 店小二 10. 不想長大 11. 波斯貓 12. I.O.I.O 13. 比你賤 (With周定緯) 14. 安靜了 15. 沿海公路的出口 16. 天使在唱歌 17. 魔力 18. 金鐘罩鐵布衫 19. Belief 20. 中國話 21. Super Star                                                         |
| S.H.E 新加坡贵宾至尊舞台                   | 2013年3月2日   | 新加坡 聖淘沙雲頂世界會議中心         |                   | 演唱曲目 1. 迫不及待 2. 痛快 3. SuperStar 4. 明天的自己 5. 熱帶雨林 6. 愛上你 7. 心還是熱的 8. 愛就對了 9. 你在煩惱什麼 10. 憨人 11. 花又開好了 12. 美麗新世界 13. SHERO |
| S.H.E 澳門銀河音樂會                       | 2014年9月20日  | 澳門 澳門銀河                         |                   | [ 4 ] |
| S.H.E Super Hot Encore《不想說再見》音樂會 | 2015年6月20日  | 馬來西亞 雲頂 雲星劇場                |                   | 演唱曲目 1. Super Star 2. 迫不及待 3. 痛快 4. 他還是不懂 5. 別説對不起 6. 一眼萬年 7. 愛呢 8. 心還是熱的 9. 愛就對了 10. 天亮了 11. 星光 12. 熱帶雨林 13. 愛我的資格 14. 戀人未滿 15. 老婆 16. 幸福留言 17. 魔力 ENCORE I 1. SHERO 2. 花又開好了 3. 美麗新世界 ENCORE II 1. 你曾是少年（清唱副歌） 2. 信愛成癮（清唱副歌；原唱：陳嘉樺） |
| S.H.E Super Hot Encore《不想說再見》音樂會 | 2015年6月21日  | 馬來西亞 雲頂 雲星劇場                |                   | 演唱曲目 1. Super Star 2. 迫不及待 3. 痛快 4. 他還是不懂 5. 別説對不起 6. 一眼萬年 7. 愛呢 8. 心還是熱的 9. 愛就對了 10. 天亮了 11. 星光 12. 熱帶雨林 13. 愛我的資格 14. 戀人未滿 15. 老婆 16. 幸福留言 17. 魔力 ENCORE I 1. SHERO 2. 花又開好了 3. 美麗新世界 ENCORE II 1. 你曾是少年（清唱副歌） 2. 信愛成癮（清唱副歌；原唱：陳嘉樺） |
| 炫音狂熱 S.H.E《Never Say Goodbye》音樂會  | 2016年3月26日  | 澳門 新濠影匯綜藝館                   |                   | 演唱曲目 1. Super Star 2. 迫不及待 3. 痛快 4. 他還是不懂 5. 別說對不起 6. 一眼萬年 7. 愛呢 8. 你曾是少年 9. 愛就對了 10. 天亮了 11. 星光 12. 熱帶雨林 13. 愛我的資格 14. 戀人未滿 15. 老婆 16. 幸福留言 17. 魔力 18. SHERO 19. 花又開好了 20. 美麗新世界 |
| S.H.E《17th音樂會》                        | 2018年9月11日  | 台灣 台北市 兩廳院藝文廣場 (自由廣場) | 勁寶 (Ella的兒子) | 紀念S.H.E成軍出道17年週年免費露天音樂會。 音樂會是以"Unplugged"的型式演出。 音樂會門票開放免費索取後，總共1萬2千張門票在1分鐘內被索取一空。 演唱曲目 1. 戀人未滿 2. 我愛雨夜花 3. 波斯貓 4. 神槍手 5. I.O.I.O 6. 美麗新世界 7. 五月天 8. 親愛的樹洞 9. 612星球 10. 天灰 11. 保持微笑 12. 你曾是少年 13. 魔力 14. 熱帶雨林 15. 說你愛我 16. 最近還好嗎 17. 星星之火 18. 老婆 19. 遠方 20. 心還是熱的 21. Super Star（重新編曲版） 22. 生日快樂歌 23. 演員（清唱副歌；原唱：薛之謙） 24. 十七（首唱）             |

## 其他 演唱會/巡迴演唱會
| 演唱會名稱                                            | 舉行日期       | 舉行地點                                             | 表演嘉賓 | 附註                                  |
| S.H.E x 動力火車《雙海嘯》演唱会                      | 2003年4月19日  | 新加坡 新達城展覽中心                                | 張智成   | 與動力火車合辦                        |
| 日本《中華年》紀念音樂祭                              | 2006年11月6日  | 日本 橫濱 橫濱國際平和會議場                         |          | 2006年11月6日錄影，2006年11月18日播出 |
| S.H.E x 飛輪海 蒙牛酸酸乳《夢想我做主》中國巡迴演唱會 | 2008年9月30日  | 内蒙古 呼和浩特體育場                                |          |                                       |
| S.H.E x 飛輪海 蒙牛酸酸乳《夢想我做主》中國巡迴演唱會 | 2008年10月11日 | 浙江杭州 黄龍體育中心體育場                          |          |                                       |
| S.H.E x 飛輪海 蒙牛酸酸乳《夢想我做主》中國巡迴演唱會 | 2008年10月24日 | 山西太原 山西省體育場                                |          |                                       |
| S.H.E x 飛輪海 蒙牛酸酸乳《夢想我做主》中國巡迴演唱會 | 2008年10月26日 | 福建福州 福州體育中心體育場                          |          |                                       |
| S.H.E x 飛輪海 蒙牛酸酸乳《夢想我做主》中國巡迴演唱會 | 2008年10月31日 | 山東濟南 山東省體育中心體育場                        |          |                                       |
| S.H.E x 飛輪海 蒙牛酸酸乳《夢想我做主》中國巡迴演唱會 | 2008年11月2日  | 廣東 深圳體育場                                      |          |                                       |
| 蒙牛酸酸乳《成就音樂夢想》演唱會                      | 2009年7月31日  | 江蘇南京 南京奧體中心體育場                          |          | 商演，壓軸演出                        |
| 蒙牛酸酸乳《成就音樂夢想》演唱會                      | 2009年8月2日   | 湖北武漢 沌口體育中心體育場                          |          | 商演，壓軸演出                        |
| S.H.E x 曹格 美加巡迴演唱會                           | 2010年6月20日  | 美國 康乃狄克州 蒙特維爾 安卡斯維爾 金神大賭場體育館 |          | 「同日兩場」， AM 2:00 & PM 2:00      |
| S.H.E x 炎亞綸《Forever Star》演唱会                  | 2015年5月1日   | 澳洲 墨爾本 墨爾本會展中心                           |          | [ 13 ] [ 14 ]                         |
| S.H.E x 炎亞綸《Forever Star》演唱会                  | 2015年5月3日   | 澳洲 雪梨 雪梨娛樂中心                               |          | [ 14 ]                                |
| S.H.E x 炎亞綸《Forever Star》演唱会                  | 2015年11月10日 | 新加坡 新加坡室內體育館                              |          |                                       |

## 演唱會演出嘉賓
| 日期          | 演唱會/音樂會名稱                          | 國家/地區 | 城市   | 地點                 | 歌手     | 備註                                                                                          |
| ------------- | ------------------------------------------ | --------- | ------ | -------------------- | -------- | --------------------------------------------------------------------------------------------- |
| 2002年9月28日 | 《動力無限演唱會》                         | 马来西亚  | 吉隆坡 | 武吉加里爾國家體育場 | 動力火車 |                                                                                               |
| 2006年11月5日 | 《Voice of Baleno 10th Anniversary》音樂會 | 香港      | 香港   | 灣仔會展             | 劉德華   | 與劉德華合唱〈笨小孩〉，演唱〈忘情水〉(清唱一小段)、〈不想長大〉、〈觸電〉。                  |
| 2006年12月3日 | 《反轉地球巡迴演唱會》                     | 中国      | 泉州   | 晉江體育場           | 潘瑋柏   | 與潘瑋柏合唱〈不得不愛〉，演唱〈觸電〉、〈Super Star〉。                                      |
| 2009年2月20日 | 《迷宮巡迴演唱會》                         | 新加坡    | 新加坡 | 新加坡室內體育館     | 林宥嘉   | 與林宥嘉合唱〈Super Star〉，演唱〈宇宙小姐〉、〈我愛煩惱〉、〈沿海公路的出口〉、〈612星球〉。 |
| 2010年10月1日 | 《戲夢·江蕙》演唱會                        | 臺灣      | 台北   | 台北小巨蛋           | 江蕙     | 與江蕙合唱〈惜別的海岸〉，演唱〈我愛雨夜花〉。                                                |

## 外部連結
- （繁體中文）華研國際音樂官方網站（页面存档备份，存于）
- （繁體中文）華研國際音樂的新浪微博
- （繁體中文）S.H.E的Facebook專頁
- （繁體中文）YouTube上的S.H.E頻道
- （繁體中文）YouTube上的華研國際音樂頻道